# Bobrîk, Hadeaci
Bobrîk (în ucraineană Бобрик) este localitatea de reședință a comunei Bobrîk din raionul Hadeaci, regiunea Poltava, Ucraina.

## Demografie
Componența lingvistică a localității Bobrîk
     Ucraineană (98,36%)
     Rusă (1,52%)
     Alte limbi (0,13%)
Conform recensământului din 2001, majoritatea populației localității Bobrîk era vorbitoare de ucraineană (98,36%), existând în minoritate și vorbitori de rusă (1,52%).